# Palazzo Bezzoli
Palazzo Bezzoli, o Del Bembo o Martelli, è un edificio civile del centro storico di Firenze, situato tra via dei Cerretani 11r-13r-15r-17r-19r e piazza dell'Olio 3. Il palazzo (come Bezzuoli) appare nell'elenco redatto nel 1901 dalla Direzione Generale delle Antichità e Belle Arti, quale edificio monumentale da considerare patrimonio artistico nazionale.

## Storia e descrizione

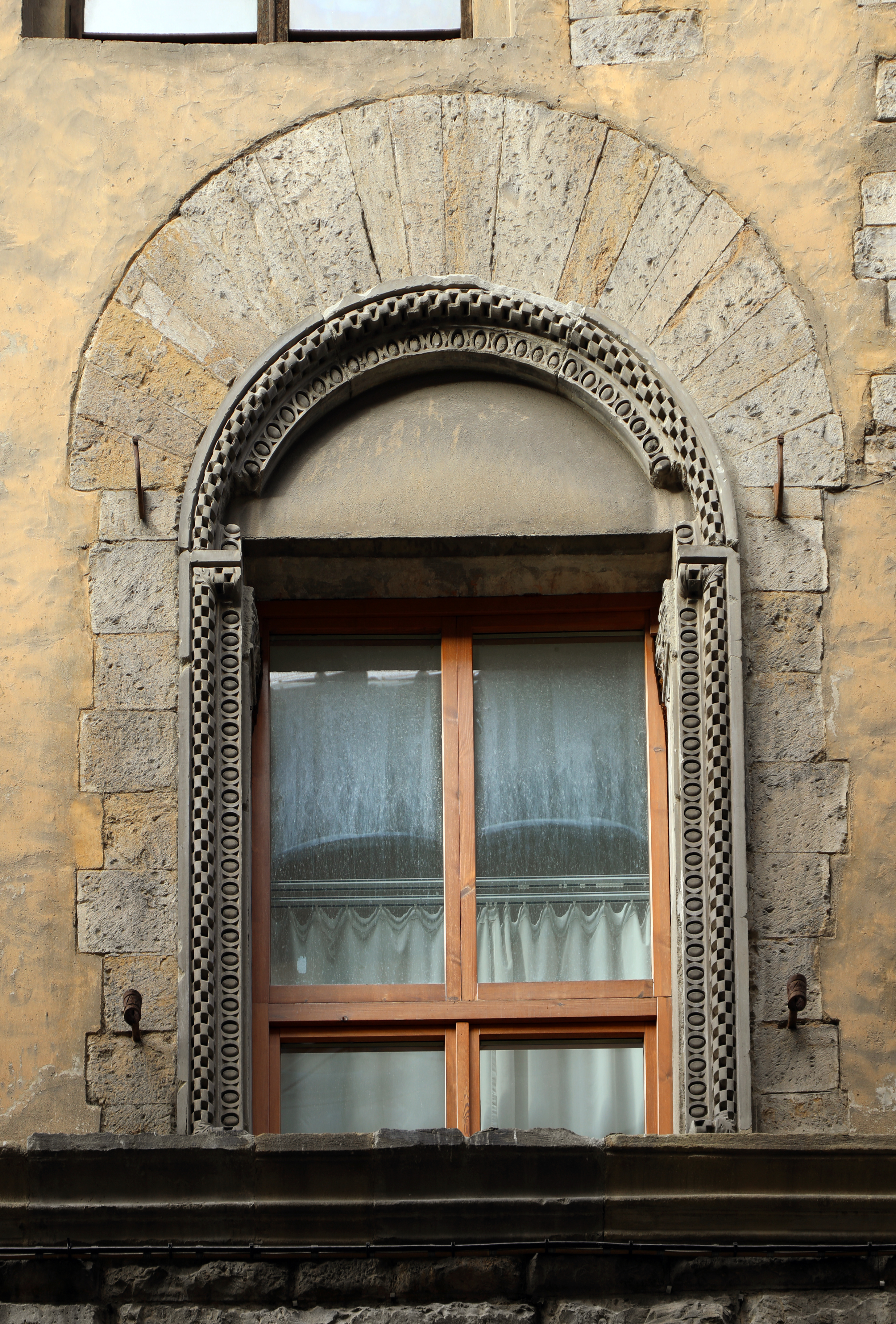
La finestra "brunelleschiana"

Fu costruito per i Bezzole di Forte Bezzole (poi Bezzoli o Bezzuoli) nei primi anni del Trecento, con l'intervento tradizionalmente riferito di Arnolfo di Cambio, capomastro del vicino cantiere del Duomo di Firenze; lo stesso Arnolfo avrebbe stabilito la propria bottega al piano terra e forse anche abitato (notizie tuttavia non confortate da nessuna documentazione diretta).
Il palazzo, murato su quattro volte maestre, rispondeva alla nuova tipologia di residenza patrizia privata, con un corpo più ampio della casa-torre, ma caratterizzato ancora da uno sviluppo prettamente verticale; al pian terreno inoltre, tipico delle famiglie con importanti attività mercantili, vennero aperti ampi ambienti con portale ad arco, atti ad ospitare botteghe e fondaci che, tutt'oggi, sono usati per attività commerciali. Sulla cantonata, al secondo piano, sono due scudi con le armi dei Bezzoli (alla branca di grifone posta in banda) erose e senza smalti ma comunque leggibili.
"Uno degli edifizi che conserva quasi intatto il carattere severo e grandioso dei palagi fiorentini del medioevo [...]. La facciata è tutta di pietra forte, le finestre ad arco a sbarra sono allineate da robuste cornici di ricorso, mentre la parte terrena è costituita da una serie di grandi arcate sostenute da piloni le une e gli altri a bozze rustiche di pietra. Nel XV secolo si pensò forse di dare un aspetto meno severo e più elegante, ma il lavoro iniziato con le belle decorazioni di una finestra, rimase interrotto, e il palagio, meno lievi deturpazioni, è giunto a noi colle sue forme originarie del XIII secolo". 
Sempre secondo la tradizione, quella finestra con ornata cornice su piazza dell'Olio, segnalata da Guido Carocci, sarebbe stata disegnata da Filippo Brunelleschi. Non esiste comunque nessun riscontro documentario che possa dare un certo fondamento a queste voci popolari che, in estrema sintesi, riunirebbero i nomi dei due più famosi architetti fiorentini in questo stesso edificio. 
Precisa Mazzino Fossi: "Il corpo principale è ai nn. 11r-21r e sulla piazza dell'Olio. Là dove c'è il n. 1 il palazzo, con tracce medievali al piano terreno, presenta un rifacimento del XIX secolo". 
Alla fine del Settecento (e ancora ai primi del successivo) era qui l'albergo dell'Aquila nera. Sul lato di piazza dell'Olio è una recente memoria (posta nel 2006) in ricordo del soggiorno in quell'albergo di Wolfgang Amadeus Mozart, durante il suo primo viaggio a Firenze nel 1770. 
| QUI OVE FU L’ALBERGO DELL’AQUILA NERA WOLFANG AMADEUS MOZART QUATTORDICENNE SI FERMÒ NELLA PRIMAVERA DEL 1770 NEL PRIMO DEI SUOI TRE VIAGGI IN ITALIA RIVELANDO ALLA CITTÀ DI FIRENZE IL SUO GENIO MUSICALE IL COMUNE DI FIRENZE L’INSTITUT FRANCAIS DE FLORENCE E GLI AMICI DEL TEATRO DEL MAGGIO MUSICALE FIORENTINO POSERO ADDÌ 30 APRILE 2006 |

Il palazzo passò poi forse alla famiglia Del Bembo (sotto il cui nome è ricordato in alcuni repertori e che abitava nel palazzo vicino in piazza dell'Olio) e poi ai Martelli. Nell'Ottocento venne risparmiato dall'ampliamento di via Cerretani, poiché posto sul lato della strada non interessato dai lavori.
In tempi recenti, dal 1918 al 1962, abitò qui lo scrittore e critico Piero Santi e, come ricorda Cecconi, "nella seconda metà degli anni trenta la sua casa di piazza dell'Olio fu frequentata soprattutto dagli amici Franco Fortini, Alessandro Parronchi, Franco Calamandrei, Valentino Bucchi, Manlio Cancogni e Carlo Cassola". Sempre a questo indirizzo Santi fondò nel 1950 la galleria d’arte L’Indiano, che fu diretta dal suo amico Paolo Marini fino al 1985 e in cui gravitarono artisti come Ottone Rosai, Ernesto Treccani, Renato Guttuso.

## Note

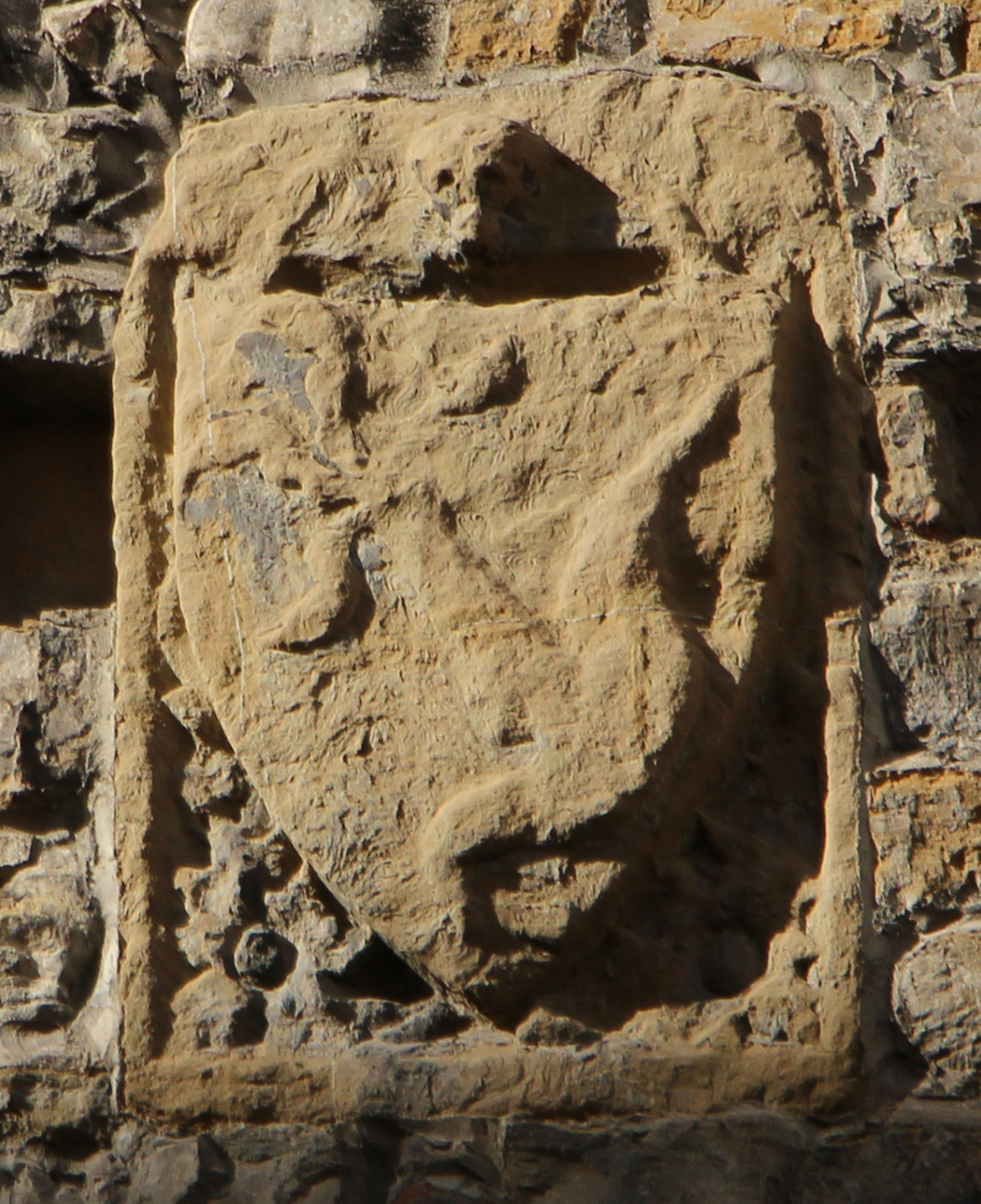
Stemma Bezzoli